# اچ‌ام‌اس مونارچ (۱۷۴۷)
اچ‌ام‌اس مونارچ (۱۷۴۷) (به انگلیسی: HMS Monarch (1747)) یک کشتی است که طول آن ۱۷۴ فوت ۱۰ اینچ (۵۳٫۳ متر) می‌باشد. این کشتی در سال ۱۷۴۷ ساخته شد.